# Ентоні Вілліс
Ентоні Вілліс  (англ. Anthony Willis; нар. 17 червня 1960) — британський боксер, олімпійський медаліст.

## Виступи на Олімпіадах
| Олімпіада   | Дисципліна | Місце |
| ----------- | ---------- | ----- |
| Москва 1980 | до 63,5 кг | =3    |